# Деметц, Винченцо
Винченцо Деметц (итал. Vincenzo Demetz; 10 октября 1911, Санта-Кристина-Вальгардена — 24 ноября 1990, Санта-Кристина-Вальгардена) — итальянский лыжник, двукратный призёр чемпионатов мира, участник Олимпийских игр 1936 года. Дед известной биатлонистки, призёра чемпионата мира Микелы Понцы.
На Олимпийских играх 1936 года в Гармиш-Партенкирхене, стартовал во всех трёх гонках лыжного турнира и стал 13-м в гонке на 18 км, 16-м в гонке на 50 км и 4-м в эстафете.
Принимал участие в четырёх чемпионатах мира, на чемпионате мира 1937 года в Шамони завоевал две бронзовые медали, в гонке на 50 км и эстафете. 